# Lola Gaos
Dolores Gaos González-Pola (València, 2 de desembre de 1921 - Madrid, 4 de juliol de 1993), de nom artístic Lola Gaos, fou una actriu valenciana de reconegut prestigi internacional. Comença la seua trajectòria teatral a Llatinoamèrica, on la seua família s'exilià a causa de la Guerra Civil espanyola. De família republicana d'esquerres, filla de José Gaos, germana del poeta Vicente i del filòsof José Gaos González-Pola, rector de la Universitat de Madrid i exiliat a Mèxic, s'exilia com ells després de la Guerra civil a Llatinoamèrica.

## Biografia
Comença la seua trajectòria teatral a Llatinoamèrica, on la seua família s'exilià a causa de la Guerra Civil espanyola. Torna a Espanya el 1945 i desenvolupa una carrera artística brillant en teatre, cinema i televisió. És considerada com una de les millors actrius espanyoles del segle xx.
Va realitzar treballs que tenien molt a veure amb la duresa del seu físic i la seua veu enrogallada peculiar, que la feien idònia per a representar una sèrie de personatges més aviat desagradables, com els d'alcavota, bruixa, criada, vilatana pobra o representants diverses de l'Espanya profunda. Aviat va esdevenir una de les actrius secundàries habituals, malgrat la seua actitud compromesa i d'esquerres, tant civilment com professional.
Quant a la faceta teatral, quan va tornar a l'estat espanyol continua amb la carrera al teatre i s'incorpora a les companyies de Mercedes Prendes, Mary Carrillo i Guillermo Marín, i forma també una companyia pròpia. En destaquen els papers a Espectros, La casa de Bernarda Alba i Woyzech.
En el cinema, l'any 1949 debuta per primera vegada en la pel·lícula El sótano, del director Jaime de Mayora. El seu primer paper important al cinema li l'ofereixen Bardem i Berlanga en Esa pareja feliz, el 1951. La seua filmografia és abundant, des d'Un marido de ida y vuelta, de Luis Lucía el 1957, fins a Gran Sol, de Ferran Llagostera, el 1988.
En la dècada dels seixanta, esdevé una actriu prestigiosa de repartiment i treballa amb directors com Luis Buñuel, en Viridiana (1961) i Tristana, el 1970; amb José María Forqué, a Atraco a las tres, de 1962; amb Luis García Berlanga en El verdugo, 1963; La busca, Angelino Fons, 1966; o a Mi querida señorita, de Jaime de Armiñán, el 1971; també amb Juan Antonio Bardem… Va realitzar un paper destacat amb Ovidi Montllor a la pel·lícula Furtivos, del director José Luis Borau, el 1975, en la qual encarna Martina, una vella dominant amb una duresa esgarrifosa; entre les escenes, figura la que de manera real mata un gos a cops de pal, paper que li va meréixer el premi a la millor actriu protagonista.
També a televisió va protagonitzar papers importants, des de 1957, l'any següent que TVE començara a emetre. Va interpretar papers en la sèrie Los Tele-Rodríguez, Historias para no dormir, Estudi 1, Teatro de siempre, Novelas, El Irreal Madrid, Tres eran tres o, en l'any 1987, Lorca, muerte de un poeta.
El 1975 la van operar de nòduls a les cordes vocals, però això no va impedir que realitzara amb micròfon sense fil el paper de sor Patrocinio en l'obra teatral De San Pascual a San Gil, de Domingo Miras, el 1976.
Ara bé, les dificultats de la seua veu, el seu distanciament del PCE i el seu compromís polític amb posicions més a l'esquerra, participant en les primeres eleccions democràtiques com a candidata de la Candidatura de Unidad Popular, tot plegat fa que la seua situació laboral s'agreuge i veu reduïda l'activitat als anys vuitanta.
Entre els premis que rebé, figuren el Premi del Cercle d'Escriptors Cinematogràfics, el 1972, a la millor actriu protagonista per Furtivos, i el Fotograma de Plata, el mateix any, com a millor intèrpret de cinema espanyol per la mateixa pel·lícula. El 1980 rep al Festival de cinema de Panamà el premi a la millor actriu per Dios bendiga cada rincón de esta casa, dirigida per Chumy Chúmez, el 1977.
Va morir a Madrid el 4 de juliol de 1993, quasi oblidada.